# Protorhoe unicata
Protorhoe unicata är en fjärilsart som beskrevs av Achille Guenée 1858. Protorhoe unicata ingår i släktet Protorhoe och familjen mätare. Inga underarter finns listade i Catalogue of Life.